# Hassan Abdou
Hassan Abdou (* 10. Februar 1973) ist ein ehemaliger komorischer Leichtathlet, der sich auf den Sprint spezialisiert hatte.

## Biografie
Hassan Abdou trat bei den Olympischen Spielen 1996 in Atlanta im Wettkampf über 400 Meter an, schied jedoch im Vorlauf aus.